# 雷吉诺波利斯
雷吉诺波利斯是巴西圣保罗州的一个市镇。总面积409.914平方公里，总人口7110人，人口密度17.3人/平方公里。